# Internacionales de Andalucía Femeninos 2011
L'Internacionales de Andalucìa Femeninos 2011 è stato un torneo professionistico di tennis femminile giocato sul terra rossa. È stata la 10ª edizione del torneo, che fa parte dell'ITF Women's Circuit nell'ambito dell'ITF Women's Circuit 2011. Si è giocato a Siviglia in Spagna dal 17 al 23 ottobre 2011.

## Partecipanti

### Teste di serie
| Nazionalità | Giocatrice               | Ranking* | Testa di serie |
| ----------- | ------------------------ | -------- | -------------- |
| Austria     | Patricia Mayr-Achleitner | 105      | 1              |
| Spagna      | Lara Arruabarrena-Vecino | 165      | 2              |
| Spagna      | Estrella Cabeza Candela  | 167      | 3              |
| Georgia     | Margalita Chakhnašvili   | 183      | 4              |
| Ungheria    | Réka-Luca Jani           | 202      | 5              |
| Romania     | Elena Bogdan             | 207      | 6              |
| Spagna      | Leticia Costas Moreira   | 214      | 7              |
| Slovacchia  | Jana Čepelová            | 222      | 8              |

- Ranking al 10 ottobre 2011.

### Altre partecipanti
Giocatrici che hanno ricevuto una wild card:
- Ivonne Cavallé-Reimers
- Lucía Cervera Vázquez
- Pilar Domínguez-López
- Nuria Parrizas Díaz

Giocatrici che sono passate dalle qualificazioni:
- Doroteja Erić
- Vanesa Furlanetto
- Paula Kania
- Agustina Lepore
- Despina Papamichail
- Catalina Pella
- Nanuli Pipiya
- Angelique van der Meet

## Campionesse

### Singolare
Réka-Luca Jani ha battuto in finale  Estrella Cabeza Candela,  2–6, 6–3, 6–3

### Doppio
Lara Arruabarrena-Vecino /  Estrella Cabeza Candela hanno battuto in finale  Leticia Costas Moreira /  Inés Ferrer Suárez con il punteggio di 6–4, 6–4